# エセックス大学
エセックス大学（英語：University of Essex）は、1964年に設置された英国の研究型国立大学。
社会科学分野の研究は世界的に高い評価を得ており、キャンパスは世界130カ国を超える各国からの留学生や世界中から集まった講師陣が集うコスモポリタンな環境になっている。卒業生に、ノーベル平和賞受賞のオスカル・アリアス・サンチェスやノーベル経済学賞受賞のクリストファー・ピサリデスなどがいる。
特に人権分野は国際的に最も権威のある大学の一つで、卒業生は国連など世界の人権分野で活躍している。

## 歴史
エセックスは1960年代に新しい教育を目指して大学創設が相次いだ社会的流れの中で誕生した大学の一つで、60年代には学生運動の最前線だったなど、かつてはイギリスを代表する左翼大として知られた。南アフリカ共和国のアパルトヘイト解放運動の国際的拠点としてネルソン・マンデラ元大統領の釈放にも尽力し、マンデラ氏は1997年に同大を訪問している。
近年においても人権や平和を重視する学問的傾向や学風を残しつつ、国際的な英国大の中でも際立って国際色多様なことがより強い特徴になってきている。
なお、イギリスの故エリザベス女王も、1985年と2004年の2度、大学を訪問している。

## 評価
教育水準と研究業績では常にイギリス国内トップ10にランクインしている。特に経済学、社会科学、法学はよく知られており、ヨーロッパでもトップの一つとして目されている。創立50年以内の大学ランキングで、世界トップ30に選ばれた。2015年の全国学生調査で、英国主流大学の中で学生満足度第2位に選ばれた。2013年も2位、2014年は6位であった。Times Higher Education社によるTHE世界大学ランキング2018では法学の分野においてエセックス大学が世界TOP50にランクインした。大学全体の世界的な評価としては2022年版のTHE世界大学ランキングで301–350位、QS世界大学ランキングで439位と評価されている。
2014年の Research Excellence Framework（REF）では、研究の質で国内トップ20で、社会科学はトップ5、政治学は1位を獲得している。2021年のREFでは、法学においてオックスフォード大学、ケンブリッジ大学に次ぐ3位を獲得しており、非常に高い評価を得ている。

## 学部
エセックス大学では、国際人権法・法学・国際関係学・政治学・政治学を中心として、以下のような多様な学問を学ぶことができる。
| 国際人権法     | 科学・工学           | 社会科学   | 芸術・人文学   |
| 会計学         | 生化学               | 犯罪学     | 演技・劇場演出 |
| 銀行学         | 生物科学             | 経済学     | 美術史         |
| 財政学         | 生物医科学           | 英語学     | 演劇           |
| 経営学         | 生物工学             | 人権学     | 映画学         |
| 起業学         | コンピューター科学   | 国際関係学 | 歴史学         |
| マーケティング | 金融工学             | 言語学     | 教養学         |
| 法学           | 電子工学             | 現代語     | 文学           |
| MBA            | 健康学・人間科学     | 政治学     | 哲学           |
|                | 数学                 | 社会学     |                |
|                | 心理学               |            |                |
|                | スポーツ科学・治療法 |            |                |

人権を教えている教授陣は、人権分野の国際社会で重要な役割を果たして来た人たちが占めており、エセックス大のネットワークは、「エセックスマフィア」と呼ばれるほどに、国際人権コミュニティで圧倒的な存在感を見せている。同大人権センターは世界で最も歴史のあるセンターの一つとして大きな役割を果たしており、同大人権センターは人権分野では初めてクイーンズ・アニバーサリー・プライズを受賞した。
同大インターナショナルアカデミーの提供する英語教育のプログラムは定評があり、新学年が始まる前の夏の間に主に行われるプレ・セッショナル・コースは、エセックス大以外の大学や大学院に進学が決まっている各国留学生も受講している。
留学生への対応は細やかで、例えば、同大タレント・デベロップメント・センターは、語学のサポートクラスや、アカデミック・アドバイザーから1対1で指導や支援を受けられるセッションを無料で提供している。

## 学生
法学、人権学、政治学を学ぶ学生には特に、将来の国のリーダーを養成する意図で各国政府などから派遣された学生が多く見られる。法学の分野において世界TOP50のロースクールに選ばれた。

## キャンパス

緑豊かなメインキャンパス

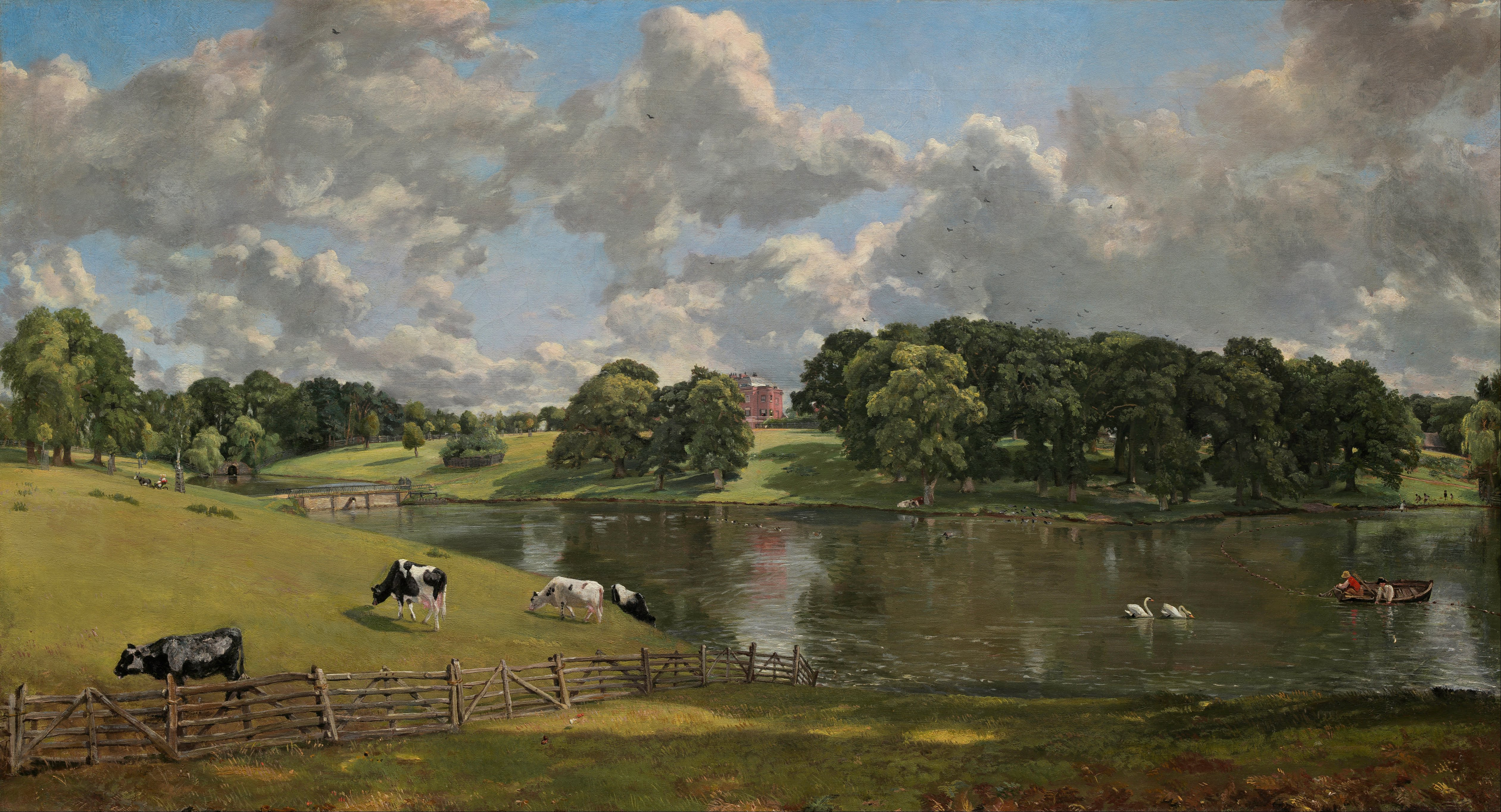
ジョン・コンスタブルが描いた絵画「ウィヴンホー・パーク」

キャンパス内に建つ「ウィヴンホー・ハウス・ホテル」

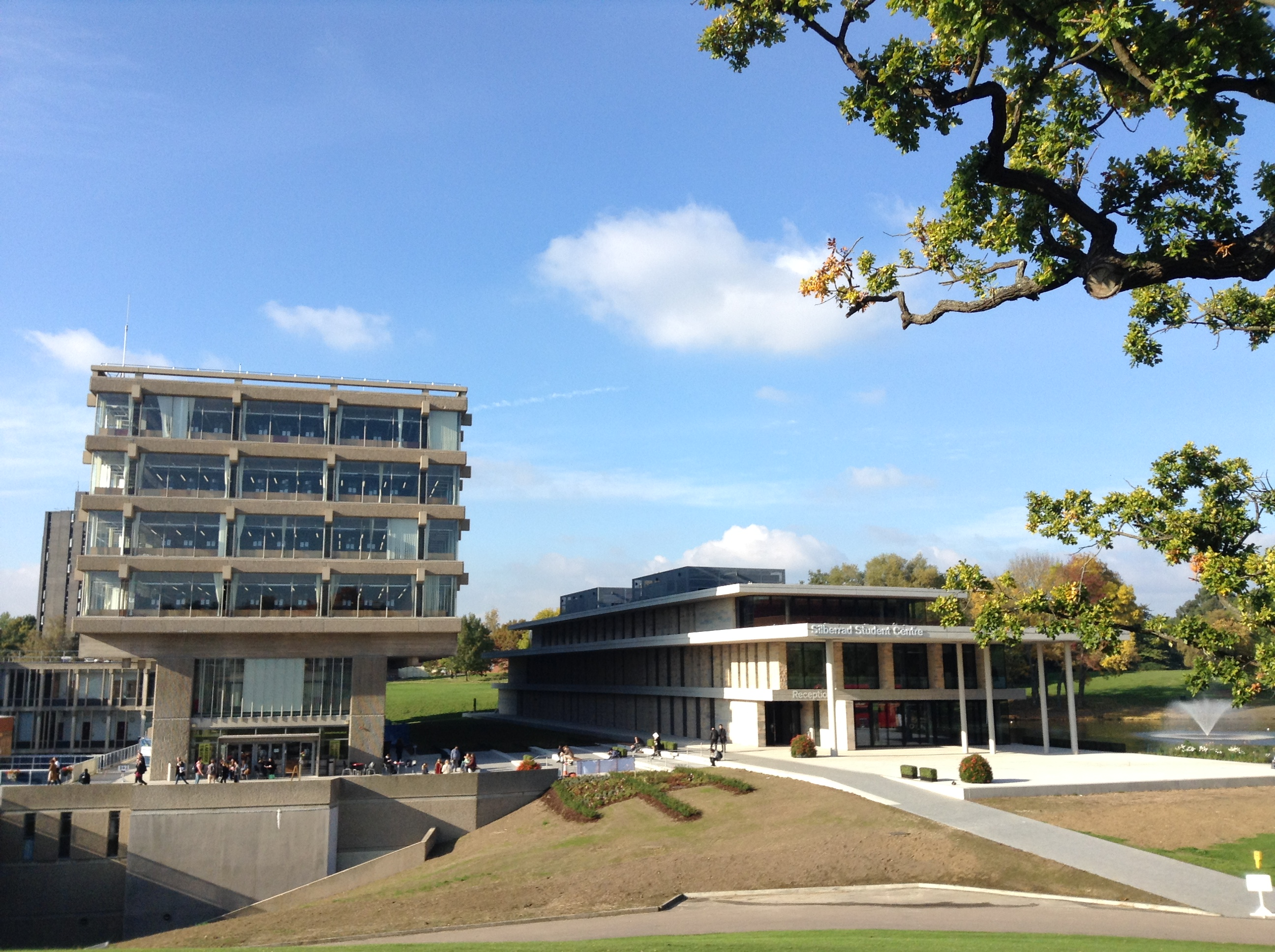
図書館（左）横に新設された「学生センター」（右）

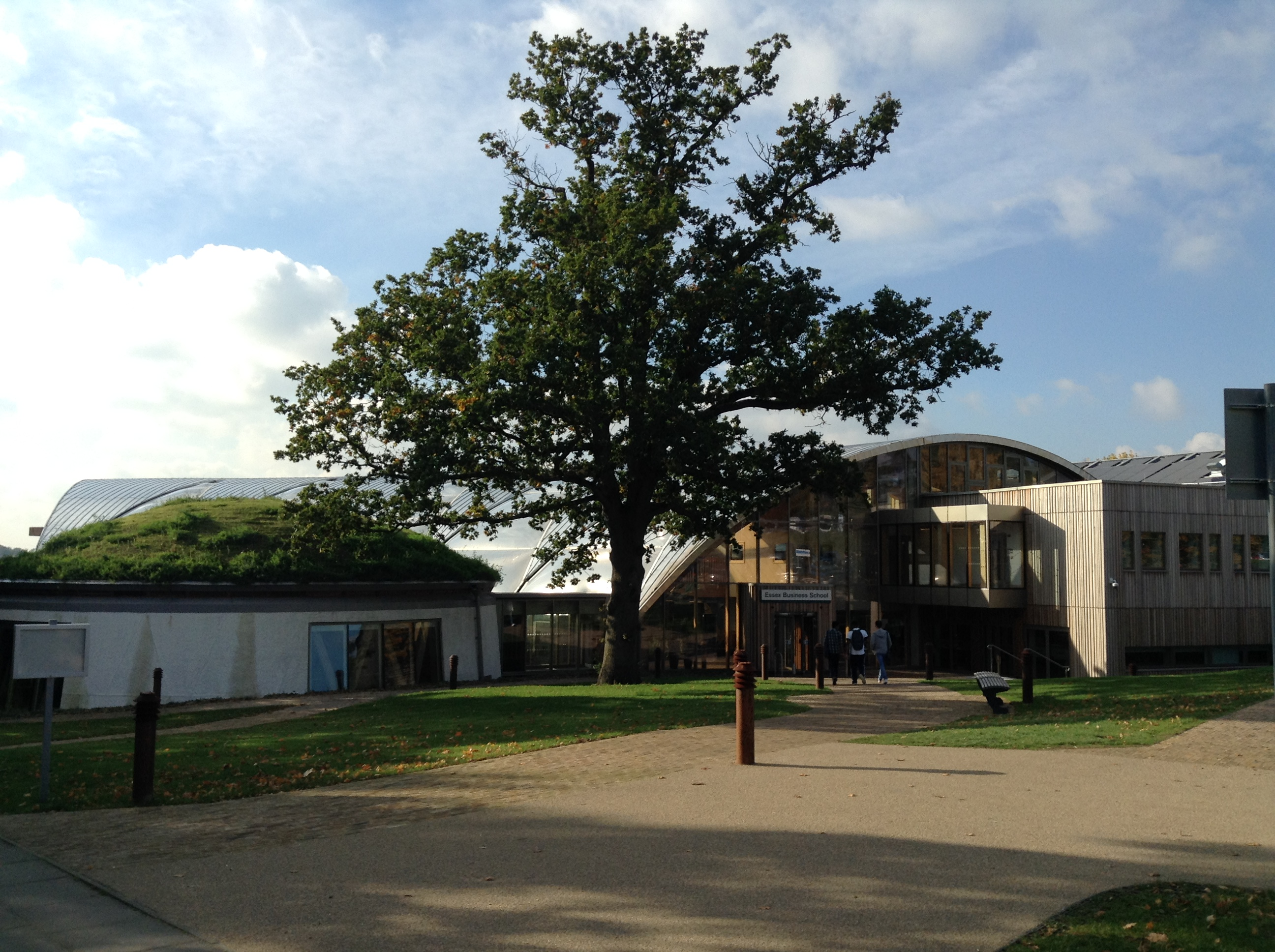
環境に配慮したデザインの「ビジネススクール」

エセックス州の「記録に残っている英国最古の街」コルチェスターにあるメインキャンパスの他、新しく出来たサウスエンド、ルートンの3カ所。
メインキャンパスは、イギリスを代表する風景画家のジョン・コンスタブルが描いた絵画「ウィヴンホー・パーク（Wivenhoe Park）」（米国ワシントン国立美術館「ナショナル・ギャラリー」所蔵）で描かれている同名の公園上に建築されており（現在も、大学の住所はWivenhoe Park）、同公園の傾斜や自然を残す形で各建物が建てられている。緑豊かなキャンパス内には大きな池が2つあり、カモなどの野鳥類の群れや、大学のシンボル的存在の野ウサギ、リスなどが見られる。
コンスタブルの同絵画に描かれている建物は18世紀から続くマナー・ハウスだったが2009年に閉められ、2012年に英国内で初めての稼働しているホテル学校として、同大とパートナーシップを組む形態でオープンした。現在は、学生にとっては教育施設である一方で、四つ星カントリーハウスホテル「ウィヴンホー・ハウス・ホテル」として、人気の宿泊施設となっている。
キャンパス内には、教育施設を囲むように多様なタイプの寮（留学生には入寮が保証されている）が点在している他、複数のパブやカフェ、劇場やアートギャラリーがある。新しい施設も次々に建設されており、2015年秋の新年度から本格始動した建物に、学生センターと、新ビジネススクールがある。学生センターは、語学やコンピューター、寮生活など、学生の生活全般にわたる個人的支援が受けられる窓口が集約。ビジネススクールは、エセックス・ビジネススクール（EBS）の核のテーマである「倫理と持続性」を象徴したエネルギー効率や緑化など環境に配慮した建築デザインになっている。

## ロケーション
3キャンパスとも、ロンドンまで電車で1時間程度。空港へのアクセスも良いため、長期休暇中はヨーロッパ各地へ旅行に出かける学生は多い。
メインキャンパスからバスで15分ほどのコルチェスターの街中は、世界各国の食材店を含め、衣食住の買い物に不自由しない程度の繁華街で、緑豊かで広大なキャッスル・パークが中心に位置している。大学職員や博士課程の学生が多く住むウィブンホー（キャンパスからバスで5分ほど）は、イギリス・カントリーサイドの良さを実感できる緑豊かな水辺の美しい村で、芸術家も多く住むリベラルな地域。

## 卒業生
- アリソン・ステッドマン（英語版）：英国の女優
- オスカル・アリアス・サンチェス：コスタリカ元大統領、1987年ノーベル平和賞
- キハラハント愛：法学者、東京大学教授
- クリストファー・ピサリデス：経済学者、2010年ノーベル経済学賞
- シリン・シャーミン・チョウドリー（英語版）：バングラデシュ初の女性国会議長
- ジョン・バーコウ: 英国の元下院議長
- 杉木明子：政治学者、慶應義塾大学教授
- ダニエル・リベスキンド：建築家、ワールドトレードセンター跡地に建てられた前「フリーダム・タワー」など世界的な建築を手がける
- デヴィッド・イェーツ：テレビ・映画監督、ハリー・ポッターシリーズなどを監督
- デヴィッド・トライズマン（英語版）：英国の上院議員、労働党外交担当スポークスマン
- バージニア・ボトムリー（英語版）：英国の元下院議員
- ハリス・モリチス：キプロスの外交官、大使
- ブレイク・ハリソン（英語版）：英国の俳優
- ロドルフォ・ネリ・ベラ（スペイン語版、英語版）：メキシコ初の宇宙飛行士
- 瀬戸健一郎：政治家、草加市議会議員